# 唐正才
唐正才（1816年—1863年11月10日），湖南祁陽縣（一說道縣）人，出身往來湖廣商販，1852年秋在湖南益陽加入太平軍，太平天國水師將領，因識水性在1857年以前以水師為太平天國屢建戰功（曾國藩早年兩次水戰失利，幾乎被逼迫跳水自盡），1854年封贈「典水將」，1861年封贈「航王」；驻防芜湖，往来補給運輸于长江中下游太平军统治地区，1863年11月10日，阵亡于无锡城郊至德桥。

## 戰功

### 洞庭湖水戰
- 1854年，太平軍在賴漢英、唐正才水陸併攻「西征」湖南，連克岳州、荻港，曾國藩第一次作勢欲投水自盡，被左右湘軍拉住制止，曾方未投水。
- 楊載福攻克岳州，唐退至城陵磯，誘湘軍後隊水師追攻太平軍，連斬總兵陳輝龍、岳州知府褚汝航，湘軍功敗垂成。

### 鄱陽湖水戰
- 1856年八月，太平軍一破江南大營，第三次西征猛攻江西湘軍，唐正才再次以水師包圍曾國藩於鄱陽湖，曾此次真跳水自盡（還是在眾目睽睽前），曾侄女婿李元度跳水拉救起曾；此時傳出天京內讧，唐不得不撤兵，曾逃過一劫。